# Imani de Jong
Imani de Jong (28 maggio 2002) è una nuotatrice olandese.

## Biografia
Si è messa in evidenza agli europei giovanili di Netanya 2017 in cui ha vinto l'argento nella staffetta 4x100 m
stile libero, in squadra con Laura van Engelen, Yaelle Lucht e Marrit Steenbergen.
È stata convocata agli europei di Budapest 2020 e Roma 2022, vincendo la medaglia d'oro nella staffetta 4x200 m stile libero a quest'ultima edizione, assieme alle connazionali Silke Holkenborg, Janna van Kooten, Marrit Steenbergen e Lotte Hosper.

## Palmarès
- Europei

Roma 2022: oro nella staffetta 4x200 m sl;
- Europei giovanili

Netanya 2017: argento nella staffetta 4x100 m sl;